# Coventry-Eagle

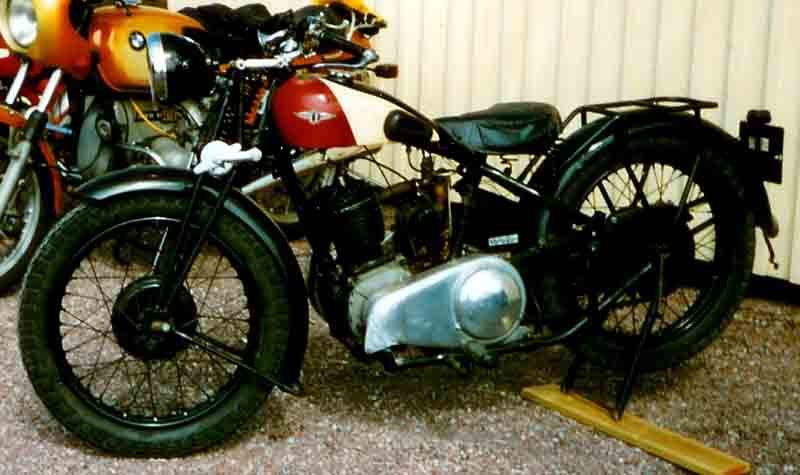
Motocicleta Coventry-Eagle

Coventry-Eagle fue un fabricante británico de bicicletas y motocicletas. La compañía estuvo operativa entre 1897 y 1939.

## Historia
La compañía se fundó en la época victoriana bajo el nombre de Hotchkiss, May & Meek, y pasó a llamarse Coventry Eagle en 1897, cuando John Meek dejó la compañía. En 1898 comenzaron a realizar pruebas con vehículos motorizados y en 1899 produjeron su primera motocicleta. 
Las motocicletas se fabricaban a mano con un excelente acabado, ensamblando componentes suministrados por otros fabricantes. Estas máquinas demostraron ser muy fiables. 
Durante la Primera Guerra Mundial, la gama de motocicletas de Coventey-Eagle incluía motores Villiers y JAP.
A principios de la década de 1920 los distintos modelos se modificaron según los motores disponibles y la compañía fue cambiando entre cinco fabricantes: Villiers, JAP, Sturmey-Archer, Blackburne y Matchless.
La Flying 8 fue probablemente la motocicleta más icónica de su época, parecida a su contemporánea fabricada por Brough Superior. Durante la depresión de la década de 1930, la compañía se concentró en la producción de motores de dos tiempos. La producción continuó hasta el inicio de la Segunda Guerra Mundial en 1939.
En la década de 1930 lanzaron una gama de motos deportivas bajo la marca Falcon. Después de la guerra, dado que carecía del tamaño necesario para continuar con la producción de motocicletas de forma rentable, la compañía se concentró en sus bicicletas de carreras. Fue bajo esta marca que la compañía se relanzó como Falcon Cycles, ahora una división de Tandem Group.

## Modelos
| Modelo                             | Año  | Notas                                                                            |
| ---------------------------------- | ---- | -------------------------------------------------------------------------------- |
| 269 cc                             | 1913 | Motor Villiers; 2 velocidades                                                    |
| 3.5 hp                             | 1913 | Motor monocilíndrico                                                             |
| 5 hp                               | 1914 | Motor V-2; 3 velocidades                                                         |
| 500 cc single                      | 1921 |                                                                                  |
| 680 cc V-Twin                      | 1921 | Motor JAP                                                                        |
| Flying 8                           | 1923 |                                                                                  |
| 8 hp Super Sports Twin             | 1923 |                                                                                  |
| Flying 6                           | 1927 | Motor bicilíndrico 674 cc válvulas laterales                                     |
| 150 cc                             | 1935 | Motor Coventry Eagle de dos tiempos, caja de cambios Albion en la mano izquierda |
| L5 249 cc 35 Silent Superb De Luxe | 1935 | Motor Villiers, caja de cambios Albion de 4 velocidades                          |
| N35                                | 1937 | Flying 350                                                                       |
| N11 250 cc                         | 1937 | Pullman                                                                          |